# Sarah Boon
Sarah Boon (Kerkom (Boutersem)) is een Belgisch voormalige politica voor de sp.a. Ze was burgemeester van Boutersem.

## Biografie
Na de gemeenteraadsverkiezingen van 2006 werd Boon schepen en OCMW-voorzitter. In 2013 volgde ze Guido Langendries op als burgemeester van Boutersem, waarmee ze deze functie als eerste vrouw vervulde. Ze vormde een coalitie met CD&V. In 2018 stopte ze met politiek.